# Yenilik Partisi
Die Yenilik Partisi (Kurzbezeichnung: YP; türkisch für: „Partei für Erneuerung“) ist eine 2020 gegründete Partei in der Türkei. Parteigründer ist Öztürk Yılmaz, der sowohl 2015 als auch 2018 für die CHP als Abgeordneter im Parlament tätig war.

## Gründung
Parteigründer Yılmaz wurde am 20. November 2018 aus der Partei ausgeschlossen, als er forderte, dass der Adhān (Gebetsruf) auf Türkisch anstatt auf Arabisch erfolgen sollte. Ein weiterer Grund für seinen Parteiausschluss waren Aussagen gegen den Parteivorsitzenden Kemal Kılıçdaroğlu. 2019 kündigte er dann an, eine eigene Partei gründen zu wollen. Seit ihrer Gründung im Juli 2020 hat die Partei mit Yılmaz einen von der CHP übernommenen Sitz in der Türkischen Nationalversammlung.